# Jagersfontein

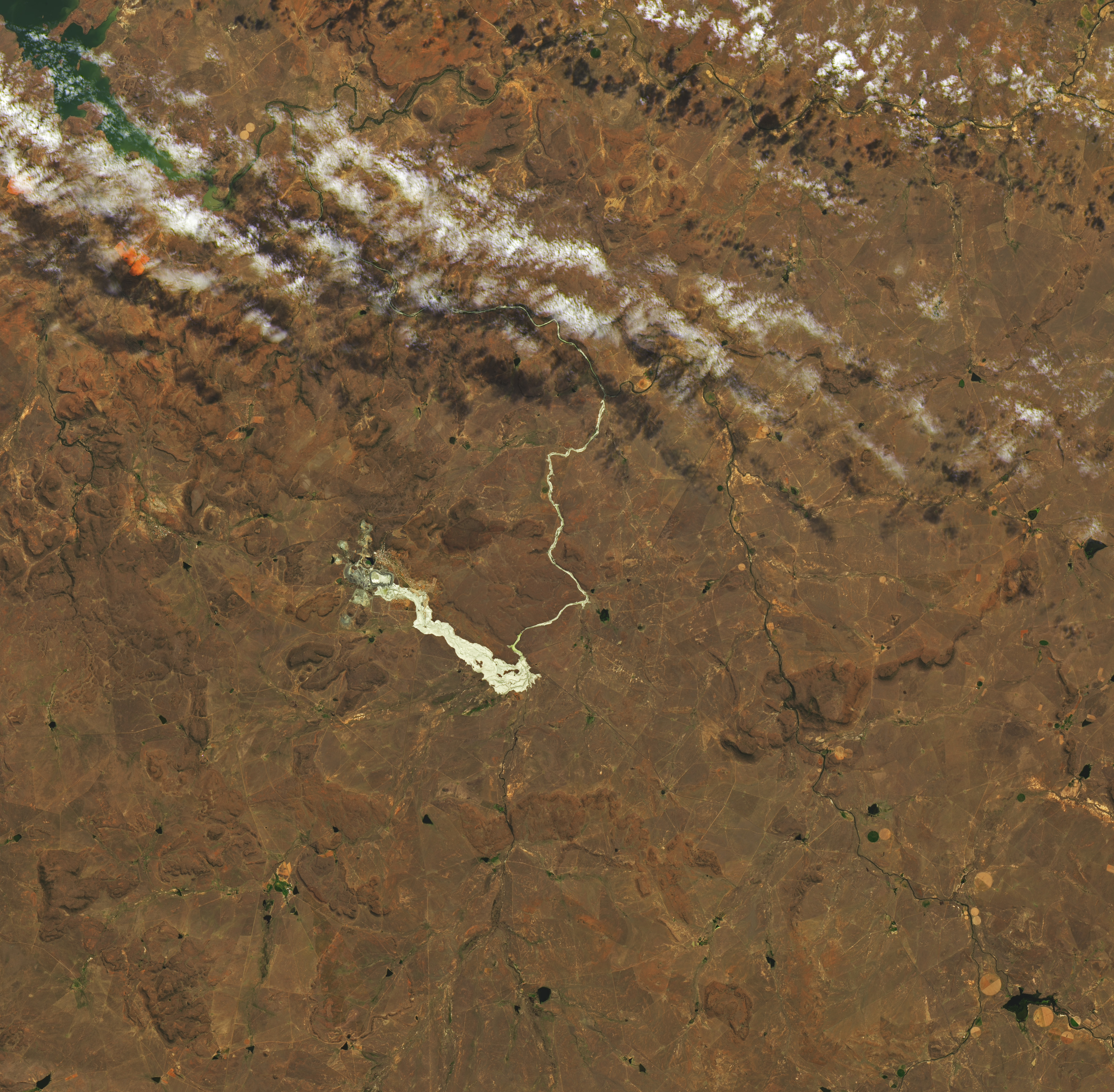
Satelitbild över Jagersfontein efter dammkollapsen.

Jagersfontein är en ort i Oranjefristaten i Sydafrika, 125 kilometer sydöst om Kimberley, 1 350 meter över havet. Folkmängden uppgick till 1 819 invånare vid folkräkningen 2011. Orten är främst känd för sin diamantgruva, öppnad 1878, där bland annat världens största diamant mellan 1893 och 1905 vid namn Excelsior hittats. 2022 kollapsade gråbergsdammen tillhörande diamantgruvan, vilket lämnade tre döda och orsakade skada omkring byn.